# 가와미나미역
가와미나미역(일본어: 川南駅)은 일본 미야자키현 고유군 가와미나미정에 있는 규슈 여객철도 닛포 본선의 역이다. 섬식 승강장 1면 2선의 구조를 지닌 지상역이다.

## 이용 현황
| 연도     | 하루 평균 승차 인원 |
| 2002년도 | 234                 |
| 2004년도 | 243                 |
| 2005년도 | 224                 |
| 2006년도 | 224                 |
| 2007년도 | 242                 |
| -------- | ------------------- |

## 역사
- 1921년 6월 11일 : 개업.
- 1984년 11월 1일 : 간이 위탁화.
- 1987년 4월 1일 : 민영화에 의해, 규슈 여객철도로 이관.

## 인접 정차역
| 닛포 본선        | 닛포 본선   | 닛포 본선                  |
| ---------------- | ----------- | -------------------------- |
| 쓰노 고쿠라 방면 | ■ 닛포 본선 | 다카나베 가고시마추오 방면 |